# Planula

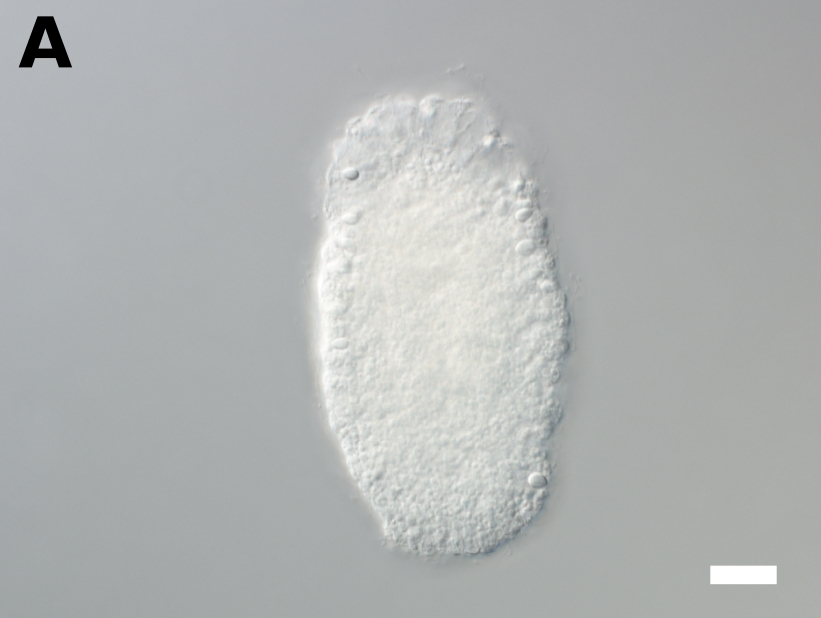
Planula kořenoústky Rhizostoma luteum

Planula je larva žahavců (Cnidaria). Vychází z gastruly, s tělní stěnou tvořenou pouze dvěma vrstvami buněk: vnitřním entodermem, nazývaným v tomto případě také fagocytoblast, a vnějším ektodermem. Ze vzniklé dutiny se zakládá láčka neboli gastrovaskulární dutina dospělce. Povrch planuly je obrvený, pomocí brv a svalových vláken se larva také dokáže pohybovat. Díky schopnosti pohybu má mírně protažený tvar. Planuly mívají apikální orgán, v případě čtyřhranek se objevují i jednoduchá očka (ocelli).
Typ planuly i jejich vývoj se mezi jednotlivými žahavci liší. U některých korálnatců a medúzovců se objevuje krmná planula, ovšem ta v tom případě potravu nikdy nefiltruje prostřednictvím obrvených pruhů (jako některé jiné druhy larev). Jiné planuly bývají lecitotrofní, potravu jim tedy poskytují zásoby žloutku. Planuly žijí většinou v planktonu, podle klasického schématu metamorfují ve stádium polypa přisednutím svým aborálním pólem k substrátu a přeměnou prvoúst v ústní, resp. vyvrhovací otvor. Planula může být před svým usazením už relativně dobře vyvinutá, například larvy některých korálnatců s osmi kompletními přepážkami těsně před usazením se označují jako stádium edwardsia (podle stejnojmenného rodu Edwardsia). Výjimkou nejsou ani planuly vyvíjející se uvnitř či na povrchu těla rodičovských organismů, planuly bentické, u parazitické sasanky Edwardsiella existuje planula provrtávající se do těla hostitelů. Planula také nemusí metamorfovat v polyp, ale přímo v medúzu (např. u různých zástupců třídy medúzovci).
Planula poskytla předobraz pro jednu z teorií vzniku mnohobuněčných živočichů, kterou představil již německý biolog Ernst Haeckel. Navrhoval evoluci přes organismus podobný planule, s vnějšími obrvenými buňkami a vnitřními buňkami neobrvenými. Není zřejmé, jakým způsobem by se takové stádium mělo živit – současné planuly nepřijímají potravu pouze přechodně, dokud nemetamorfují v dospělého žahavce. Podobné hypotézy jsou značně spekulativní a například český evoluční biolog Jan Zrzavý jim přisuzuje spíše historický význam.